# Jorge Rojo Lugo
Jorge Rojo Lugo (Huichapan, Hidalgo; 19 de junio de 1933-Ciudad de México, 14 de julio de 2010) fue un abogado y político mexicano, miembro del Partido Revolucionario Institucional. Fue Gobernador del estado de Hidalgo y secretario de la Reforma Agraria en el gobierno de José López Portillo, miembro de la principal familia política de su estado.

## Biografía
Jorge Rojo Lugo fue hijo de Javier Rojo Gómez, gobernador de Hidalgo, Jefe del Departamento del Distrito Federal y aspirante a la candidatura del PRI a la presidencia en 1946, y se encuentra emparantado a través de matrimonios y grupos políticos con los también gobernadores Bartolomé Vargas Lugo, José Lugo Guerrero, Adolfo Lugo Verduzco y Humberto Lugo Gil. Sus hijos, Jorge Rojo García de Alba y José Antonio Rojo García de Alba, también han realizado carrera política y aspirado a la gubernatura de su estado.
Jorge Rojo Lugo fue abogado egresado de la Universidad Nacional Autónoma de México, inició su carrera política al ser electo diputado federal por el V Distrito Electoral Federal de Hidalgo a la XLV Legislatura de 1961 a 1964, de 1965 a 1970 fue Subdirector general del Banco Nacional Hipotecario, de 1970 a 1975 fue director general de la misma institución y a partir del 10 de enero de 1975 fue director general del Banco Nacional Agropecuario por nombramiento del presidente Luis Echeverría Álvarez.
A mediados de 1975 y ante la declaratoria de desaparición de poderes en Hidalgo el 29 de abril del mismo año, fue designado candidato del PRI a gobernador y electo en el proceso electoral extraordinario, asumió la gubernatura el 7 de septiembre para terminar el periodo que concluía el 31 de marzo de 1981 y para el que originalmente había sido elegido Otoniel Miranda. Sin embargo, solicitó licencia a la gubernatura el 1 de diciembre de 1976 al ser nombrado Secretario de la Reforma Agraria por el presidente José López Portillo, permaneciendo en el cargo hasta el 1 de junio de 1978 en que retornó a la gubernatura y concluyó su periodo. Tras el fin de su gobierno se retiró de la política activa, aunque siguió ejerciendo considerable influencia como líder de su grupo político.
Falleció en la Ciudad de México el 14 de julio de 2010 a consecuencia de cáncer.